# Schizotheriinae
Gli schizotheriini sono una delle due sottofamiglie della famiglia Chalicotheriidae, un gruppo di mammiferi perissodattili estinti vissuti dall'Eocene al Pleistocene. L'altra sottofamiglia sono i Chalicotheriinae. Entrambi i clade avevano artigli al posto degli zoccoli sulle zampe anteriori, un adattamento correlato all'alimentazione, ma solo gli schizotheriini possedevano artigli anche sulle zampe posteriori. I fossili di entrambi i gruppi sono stati ritrovati in luoghi un tempo ricchi di alberi e arbusti. Mentre i chalicotheriini svilupparono forme corporee molto derivate, più convergenti a quelle di primati e dei bradipi terricoli, gli schizotheriini mantennero una morfologia più in linea con gli altri perissodattili, come cavalli e tapiri. Come la maggior parte degli ungulati delle foreste, avevano un collo allungato e arti anteriori più lunghi degli arti posteriori. Gli schizotheriini avevano corone più alte nei denti masticatori rispetto ai chalicotheriini, il che indica un adattamento per nutrirsi di vegetazione più dura. I sedimenti in cui sono stati ritrovati i loro fossili mostrano che questi animali vivevano anche in una gamma più ampia di ambienti, dalle foreste umide ai boschi più aridi alle savane alberate, il che potrebbe avergli dato un vantaggio sui chalicotheriini, che invece erano ristretti alle fitte foreste. Sebbene i calicoteri si siano probabilmente evoluti in Asia, fossili di schizotheriini sono stati ritrovati anche in Africa e in Nord America, probabilmente raggiunti tramite il ponte di Bering. Il genere di schizotheriinae più noto è Moropus. Tradizionalmente, si pensava che l'ultimo membro sopravvissuto del gruppo fosse Nestoritherium, ma in seguito si scoprì che in realtà quest'ultimo fosse un membro di Chalicotheriinae.
L'analisi della microusura dentale implica che la maggior parte degli schizotheriini del Miocene si nutrisse di foglie, frutta, corteccia e ramoscelli. I loro artigli erano probabilmente usati come uncini per agganciare i rami degli alberi e avvicinarli alla bocca, suggerendo che fossero brucatori che si nutrivano di piante alte. Alcuni paleontologi hanno suggerito anche altri usi per gli artigli, come strappare la corteccia dagli alberi. Sebbene gli artigli sulle zampe anteriori fossero lunghi, potevano essere retratti, in modo che gli animali potessero camminare normalmente sulla pianta del piede senza usurarli. Il meccanismo di retrazione degli artigli era unico per gli schizotheriini e diverso dalla struttura osservata nei felini. L'ampia base delle zampe posteriori potrebbe aver consentito agli schizotheriini di sollevarsi in posizione eretta e di sostenersi contro un tronco d'albero per raggiungere il cibo più in alto.